# Пушкино (Курганская область)
Пушкино — село в Куртамышском районе Курганской области России. В рамках организации местного самоуправления входит в муниципальное образование Куртамышский муниципальный округ (с 2005 до 2021 гг. — муниципальный район).

## География
Деревня находится в южной части области, в пределах юго-западной части Западно-Сибирской равнины, в лесостепной зоне, вокруг озера Растотурское, при автодороге 37А-0005.

### Климат
Климат характеризуется как континентальный, с холодной продолжительной малоснежной зимой и тёплым сухим летом. Среднегодовая температура — −1 °C. Средняя температура воздуха самого холодного месяца (января) составляет −17,7 °C (абсолютный минимум — −49 °С); самого тёплого месяца (июля) — 19 °C (абсолютный максимум — 41 °С). Безморозный период длится 113 дней. Годовое количество атмосферных осадков — 344 мм, из которых 190—230 мм выпадает в вегетационный период. Продолжительность периода с устойчивым снежным покровом равна 161 дню.

## История
В Челябинском уезде в 1865 г. находились только поляки — католики, приговоренные к водворению — 209 человек. Среди приговоренных к поселению на казенных землях Челябинского уезда Куртамышской волости д. Растотурской (было трое поляков-католиков Дементий Майданский, Иустин Селивантиев (Силвойцев-ошибочно записан, прим.) и Леонтий Лисецкий. Сведения об этом содержатся в Исповедных духовных росписях Петропавловской церкви слободы Куртамышской (черновой вариант-прим.) по деревне Растотурской за 1867 г., где в разделе «Католики» значится «Леонтий Францович Лисецкий 23 лет (возраст записан ошибочно, ему 27 лет-прим.)» (ГАКО Ф.244. Оп.1. Д.11. Л.41.).
В 1964 г. Указом Президиума ВС РСФСР село Растотурская переименовано в Пушкино.
До 24 мая 2021 года, согласно Закону Курганской области от 12 мая 2021 года № 48, административный центр и единственный населенный пункт Пушкинского сельсовета, упразднённый в связи с преобразованием муниципального района в муниципальный округ.

## Население
| 1989 | 2002 | 2010 | 2012 | 2013 | 2014 |
| ---- | ---- | ---- | ---- | ---- | ---- |
| 824  | ↘823 | ↘691 | ↘656 | ↘642 | ↘626 |
| 2015 | 2016 | 2017 | 2018 | 2019 | 2020 |
| ↘615 | ↘597 | ↘583 | ↗587 | ↘554 | ↗568 |

## Инфраструктура
Личное подсобное хозяйство.
Пушкинская ООШ, Фельдшерско-акушерский пункт ГБУ Куртамышская центральная районная больница имени К. И. Золотавина.

## Транспорт
Село доступно автотранспортом. Остановка общественного транспорта «Пушкино».